# پوشنگ
پوشنگ (بوشنج، فوشنج یا بوشنگ) که امروز زنده‌جان مرکز ولسوالی زنده‌جان است و در منابع عربی «فسانج» نیز خوانده شده، نام شهری باستانی در خراسان و افغانستان امروزی است و درگذشته پایتخت طاهریان و زادگاه طاهر بن حسین بود. این شهر در باختر شهر هرات و در در میانهٔ راه دو شهر بوزجان و هرات جای دارد. در سدهٔ چهارم هجری گستردگی این شهر به اندازهٔ نیمی از هرات آن زمان گزارش شده‌است. در این زمان این شهر سه دروازه داشته که یکی رو به قهستان، یکی رو به نیشابور و دیگری رو به هرات گشوده می‌شده‌است.

## تاریخچه
ساخت این شهر را از پشنگ، چهرهٔ اسطوره‌ای، می‌دانند. همچنین ساخت آن را از کارهای شاپور یکم می‌دانند. در روزگار ساسانیان پوشنگ به همراه هرات و بادغیس زیر فرمان یک شاه گردانده می‌شده‌است.
در روزگار تازش عرب‌ها — در زمان عثمان — تازیان پوشنگ را به مصالحه گشودند. در روزگار معاویه پوشنگ و شهرهای گرداگردش بر عرب‌ها شوریدند. از گزارش‌ها برمی‌آید که پوشنگ در این زمان زیست‌گاه اسقف مسیحی بوده‌است. در پایان سدهٔ دوم خوارج بر این شهر دست یافته‌اند.
در سدهٔ سوم هجری این شهر چندی میان یعقوب لیث و طاهریان دست به دست شده و چندی هم پایتخت طاهریان بوده‌است. با برآمدن غزنویان برادر سبکتگین به فرمانروایی پوشنگ رسید. یک چندی هم در سدهٔ ششم هجری پوشنگ زیر فرمان غوریان درآمد.
در ۶۱۷ هجری مغولان پوشنگ را ویران نمودند و مردمانش را کشتار کردند. با برآمدن آل کرت پوشنگ آبادی گذشتهٔ خود را بازیافت. در ۷۸۲ هجری تیمور لنگ پس از یک محاصرهٔ هفت‌روزه پوشنگ را گشود و آن را ویران نمود.
نادر شاه افشار در لشکرکشی خود به قندهار از پوشنگ گذر کرد. در ۱۲۳۵ش/۱۸۵۷م و پس از دستینه نهادن ناصرالدین شاه بر عهدنامه پاریس، پوشنگ به عنوان جزئی از هرات، جزء قلمرو افغانستان شناخته شده و حکومت ایران، از ادعای ارضی بر هرات دست کشید.